# Frenzy (Cuồng điên)
Mê loạn cuồng điên (Szał uniesień), hoặc chỉ được biết đến với cái tên Cuồng điên (Szał), là bức tranh vẽ năm 1893 của nghệ sĩ người Ba Lan, Władysław Podkowiński và được coi là tác phẩm nổi tiếng nhất của ông. Bức tranh được xem là tác phẩm đầu tiên của trường phái tượng trưng trong nghệ thuật của Ba Lan, trong thời kỳ khi Ba Lan bị chia cắt bởi các láng giềng: Nga, Đức và Áo.

## Miêu tả
Bức tranh vẽ một Phụ nữ Khỏa thân, tóc đỏ cưỡi con Ngựa đen đang điên cuồng. Lưỡi con ngựa thè ra thấy rõ được hàm răng, mũi nó giãn ra và bọt chảy ra từ miệng. Người phụ nữ nhắm mắt, siết chặt cổ con ngựa, mái tóc xõa của cô bị hất tung lên trên, lẫn vào bờm con ngựa.
Phạm vi màu khá hẹp, gồm màu đen, nâu và xám tương phản với màu trắng và vàng. Bức tranh được chia thành phần sáng và tối. Góc trên bên trái được chiếu sáng, hướng sự chú ý đến hình ảnh rõ ràng của người phụ nữ và miệng con ngựa, Phần bên phải tranh cho thấy bóng tối quay cuồng nhưng có thể thấy được phần sau và đuôi của con ngựa.

## Bối cảnh
Ý tưởng của tác phẩm này có từ thời gian Podkowiński ở Paris năm 1889, nhưng sự nổi bật liên tiếp của Phác thảo dầu và nghiên cứu chì than ở nửa sau của năm 1893 là hậu quả của sự việc đầy kịch tính ngày càng lớn của Thất tình trong cuộc đời người nghệ sĩ. Theo cái nhìn của riêng mình, Podkowiński nâng sự ngây ngất của tình dục lên một giá trị tuyệt đối; về vấn đề này, theo Thuyết tâm lý luận hiện nay thì thời điểm đó là sức mạnh vũ trụ và quyết định tình trạng con người.
Nói về việc thực hiện bức tranh khổng lồ, ông sử dụng phương pháp học thuật của phác thảo chuẩn bị tương ứng với bản cuối cùng, trong khi có sự khác biệt không đáng kể giữa về màu sắc và kích thước giữa các bản thảo. Giảm phối màu, chúng sẽ chuyển từ bản màu xanh biếc (mất màu) qua tác phẩm được làm tươi lên bằng màu xanh lá cây, đến các bản tiếp theo với màu cam đậm chiếm ưu thế. Cảnh đá lở cũng không được đưa vào phiên bản cuối cùng của bức tranh.
So sánh với các bản thảo thì bố cục đồ sộ của bản cuối có được tính năng động và độ ít tương phản của màu sắc trước đó được tăng lên thành sự tương phản giữa màu vàng và đen, và đối nghịch giữa ánh sáng và bóng tối phân cực rõ hơn. Đây có thể là hiệu ứng trong cảnh đời thực với diễn biến của căn bệnh viêm phổi mà ông phải chống chọi.

## Lịch sử

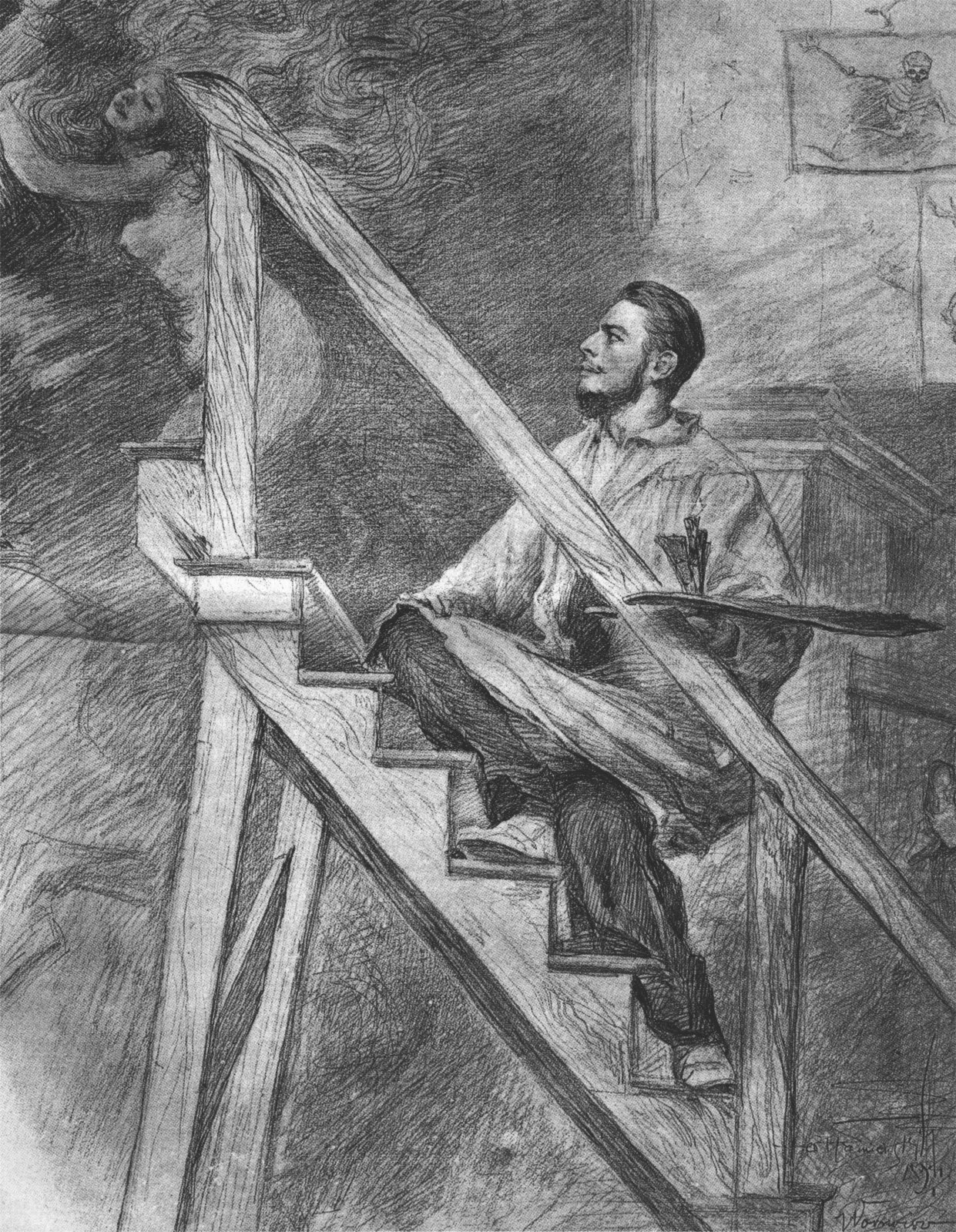
Władysław Podkowiński đang vẽ "Frenzy", tranh của Antoni Kamieński, 1895

Podkowiński bắt đầu vẽ ở Warszawa giữa năm 1893 và 1894. Quá trình sáng tác kéo dài ít nhất ba tháng, và theo một người bạn thì căn bệnh nan y khiến Podkowiński "vẽ trên giường bệnh" để hoàn thành tác phẩm của mình. Tác phẩm được trưng bày tại triển lãm Zachęta vào ngày 18 tháng 3 năm 1894. Triển lãm đi kèm với bầu không khí giật gân và bê bối; tuy nhiên gần 12,000 người thưởng lãm bức tranh này, mang lại gần 350 Rúp cho phòng tranh.
Mặc dù bức tranh đạt được thành công nhưng Podkowiński không thể tìm được người sẵn sàng mua tranh: mức giá đề nghị là 3000 Rúp nhưng Podkowiński lại đòi mức giá 10,000.
Buổi sáng ngày 23 tháng 4 năm 1894, 36 ngày kể từ khi mở cửa triển lãm và chỉ trước ngày dự định kết thúc, Podkowiński đến triển lãm và rạch bức tranh bằng một con dao. Người ta không rõ lý do của hành động này.
Hành động mạo phạm của Podkowiński đã góp phần vào những tin đồn rằng bức ảnh này là chân dung một phụ nữ mà người nghệ sĩ có một tình cảm chưa trọn vẹn. Việc bức tranh bị rách và cái chết của Podkowiński sau đó làm dấy lên suy đoán rằng ông chết vì tự sát. Cơ sở hợp lý cho lời giải thích này là việc các vết rạch trên vải cho thấy chỉ hình ảnh của người phụ nữ là mục tiêu của hành động trên. Chủ thể tình cảm của người nghệ sĩ có thể là Ewa Kotarbińska, người ông đã gặp trong thời gian nghỉ hè tại một cung điện gần Warszawa. Cô ấy có tóc nâu nhưng Helena Kiniorska ghi lại trong hồi ký của mình rằng gia đình cô ấy nhìn thấy sự tương đồng giữa cô ấy và người phụ nữ trong bức tranh, và đã lên án anh ta gay gắt.
Sau khi Podkowiński mất, bức tranh được Witold Urbański phục hồi. Tác phẩm phục hồi được các triển lãm ở Łódź, Kraków, Moskva và Sankt-Peterburg mượn trưng bày. Cuối cùng, năm 1901, bức tranh được Feliks Jasieński mua với giá 1,000 Rúp, và năm 1904 được trao cho Bảo tàng quốc gia ở Kraków.